# Journal de l'île de La Réunion
Journal de l'île de La Réunion is een Franstalig dagblad op Réunion. Het eerste nummer van de krant werd in 1951 uitgebracht toen er een moeilijk politiek klimaat heerste. Er waren op dat moment op het eiland al vier lokale kranten: Témoignages, Le Peuple, La Démocratie et Le Progrès. Sinds januari 2013 is de krant als speciale uitgave te lezen op smartphones.
Het kantoor staat in Saint-Denis. Groupe Hersant Média is de eigenaar van de krant. Verder zijn er nog vier andere kranten in Réunion.